# Dizy-le-Gros
Dizy-le-Gros är en kommun i departementet Aisne i regionen Hauts-de-France i norra Frankrike. Kommunen ligger  i kantonen Rozoy-sur-Serre som ligger i arrondissementet Laon. År 2022 hade Dizy-le-Gros 722 invånare.

## Befolkningsutveckling
Antalet invånare i kommunen Dizy-le-Gros
Referens: INSEE